# FutureLearn
FutureLearn és una plataforma d'educació digital fundada el desembre de 2012. La companyia és propietat de The Open University a Milton Keynes, Anglaterra. [1] És una plataforma d'aprenentatge massiu obert (MOOC) i, a partir de gener de 2017, s'inclouen 109 col·laboradors del Regne Unit i internacionals, inclosos els socis no universitaris.

## Història
FutureLearn es va posar en marxa amb 12 socis universitaris, buscant aquells que "es classifiquen constantment a la part superior de la ... taules de la lliga". Els 12 socis fundadors són: : The Open University, University of Birmingham, University of Bristol, Cardiff University, University of East Anglia, University of Exeter, King's College London, Lancaster University, University of Leeds, University of Southampton, St Andrews University, i University of Warwick.
El llançament va ser descrit com un moviment per "combatre" i proporcionar un espai per a les institucions del Regne Unit dedicar-se a l'espai MOOC.
Segons Financial Times, FutureLearn va ser la primera plataforma per permetre als estudiants obtenir crèdits cap a un títol d'una universitat del Regne Unit superior a partir de les seves tauletes i telèfons intel·ligents, 2016.

## Cursos
Els cursos de FutureLearn abasten una àmplia gamma de temes. El primer curs es va obrir el 14 d'octubre de 2013. Els primers cursos que es van posar a disposició van ser: "Web science: how the web is changing the world" (University of Southampton), "Introduction to ecosystems" (The Open University), "Improving your image: dental photography in practice" (University of Birmingham), "Causes of war" (King's College London), "The discovery of the Higgs boson" (University of Edinburgh), "Discover dentistry" (University of Sheffield), "Muslims in Britain: changes and challenges" (Cardiff University), "Begin programming: build your first mobile game" (University of Reading) and "England in the time of King Richard III" (University of Leicester). The first course to launch was "The secret power of brands", conducted by professor Robert Jones of the University of East Anglia.

## Restriccions de país
A l'abril de 2017, FutureLearn va bloquejar els seus cursos per als usuaris de Crimea, Cuba, Iran, Corea del Nord i Síria a conseqüència de les sancions nord-americanes a aquests països. [10]